# Фторид кальцію
Флуори́д ка́льцію — неорганічна бінарна сполука складу CaF2. Має іонну кристалічну ґратку. Являє собою тверду, прозору у чистому вигляді речовину. У природі зустрічається у вигляді мінералу флюориту. Використовується у промисловості як флюс в металургії, для виробництва плавикової кислоти, в оптиці. Нетоксичний.

## Знаходження в природі
В природі флуорид кальцію зустрічається у вигляді мінералу флюориту. Забарвлення мінералу буває найрізноманітнішим: найхарактерніша фіолетова і зелена, рідше — блакитна, жовта, рожева, часто перемежаються зелені і фіолетові смуги. Оптичний флюорит безбарвний. Блиск скляний. Просвічує або прозорий, темні різновиди просвічують, рідше непрозорі. Твердість 4, густина 3,2. Крихкий. Спайність досконала по октаедру. Сингонія кубічна. Форма кристалів — куби або октаедри. Характерні двійники проростання. Зазвичай мінерал утворює щільні або зернисті маси, або шестоваті і радіально-променисті агрегати.
Флюорит зустрічається, головним чином, як жильний мінерал в асоціації з кальцитом, баритом, кварцом, а також з сульфідами свинцю, цинку і інших металів, рідше — в пегматитах.
Промислова здобич флюориту ведеться з практично мономінеральних жил. Провідні світові постачальники флюориту — Мексика, Монголія, ПАР, Іспанія, Китай. Родовища флюориту є також у Франції, Німеччині, Великій Британії. Більше половини всього флюориту витрачається в хімічній промисловості для виробництва плавикової кислоти, з якої отримують органічні і неорганічні речовини, що фторують, а також штучний кріоліт для потреб алюмінієвої промисловості. Другий найбільший споживач флюориту — чорна металургія, де він використовується як флюс в плавильних печах.
У 19 столітті у Великій Британії як камінь декоративно-виробу широко застосовувався синювато-фіолетовий і зелений флюорит (Синій Джон, Зелений Джон). Оптичний флюорит в роки Другої світової війни був стратегічною сировиною, необхідною для виготовлення приладів нічного бачення.

## Фізичні та фізико-хімічні властивості

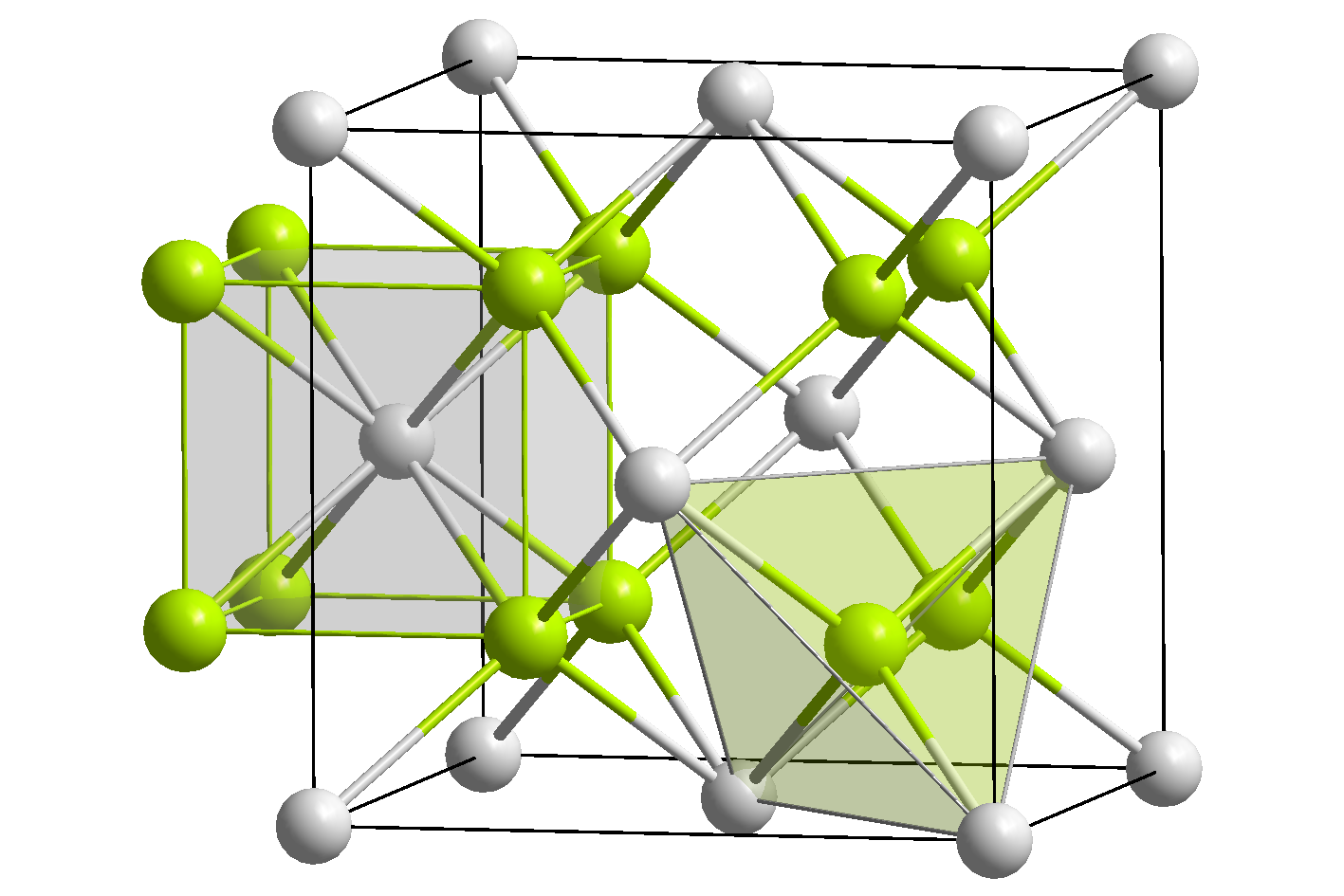
Модель кристалічної градки флюориту. Кожний атом кальцію оточений 8-ма атомами фтору, тоді як кожний атом фтору оточений 4-ма атомами кальцію

Безбарвні, крихкі діамагнітні кристали (в порошку — білі). Твердість за шкалою Мооса - 4. До температури 1150 °C стабільний α-CaF2 з кубічною градкою (а = 0,54626 нм, z=4, Fm3m), при температурі близько 1150 °C відбувається поліморфний перехід до невпорядкованої β-модифікації тетрагональної сингонії з температурою плавлення 1423 °C. Тиск пари при 1625 °C = 1,0 мм. рт.ст., при 1850 °C = 10 мм. рт. ст.
| Термодинамічні характеристики                                   | Термодинамічні характеристики |
| --------------------------------------------------------------- | ----------------------------- |
| Стандартна ентальпія утворення ΔH(solid) (298 К, кДж/моль)      | -1214,6                       |
| Стандартна енергія Гіббса утворення ΔG(solid) (298 К, кДж/моль) | -1161,9                       |
| Стандартна ентропія утворення S(solid) (298 К, Дж/(моль·K))     | 68,87                         |
| Стандартна мольна теплоємність Cp(solid) (298 К, Дж/(моль·K))   | 67,03                         |
| Стандартна ентальпія утворення ΔH(gas) (298 К, кДж/моль)        | -784                          |
| Стандартна ентропія утворення S(gas) (298 К, Дж/(моль·K))       | 274                           |
| Стандартна мольна теплоємність Cp(gas) (298 К, Дж/(моль·K))     | 51                            |
| Ентальпія плавлення ΔHпл. (кДж/моль)                            | 29,7                          |
| Ентальпія кипіння ΔHкип. (кДж/моль)                             | 305                           |
| Ентальпія поліморфного переходу ΔHперех. (кДж/моль)             | 4,77                          |

| Інші характеристики                    | Інші характеристики |
| -------------------------------------- | ------------------- |
| Коефіцієнт теплопровідності (Вт/(м·K)) | 9,71                |
| Коефіцієнт термічного розширення (К-1) | 18,5×10-6           |
| Питома теплоємність (Дж/(кг·К))        | 854                 |
| Діелектрична стала (f = 1 Мгц)         | 6,76                |
| Модуль Юнга Е (ГПа)                    | 75,8                |
| Модуль зсуву G (ГПа)                   | 33,77               |
| Модуль об'ємної деформації К (ГПа)     | 82,71               |
| Межа пружності (МПа)                   | 36,54               |
| Коефіцієнт Пуасона ν                   | 0,26                |

Погано розчиняється у воді (16 мг/л при 18 °C).

## Хімічні властивості
При нагріванні флуорид кальцію реагує з водою та кислотами:
{\displaystyle \mathrm {CaF_{2}+H_{2}O{\xrightarrow {t}}CaO+2HF} }
{\displaystyle \mathrm {CaF_{2}+H_{2}SO_{4}{\xrightarrow {t}}CaSO_{4}+2HF} }
Його використовують як агента для флуорування — для отримання флуоридів як металів, так і неметалів:
{\displaystyle \mathrm {3CaF_{2}+Al_{2}(SO_{4})_{3}\rightarrow 2AlF_{3}+3CaSO_{4}} }
{\displaystyle \mathrm {5CaF_{2}+P_{2}O_{5}\rightarrow 2PF_{5}+5CaO} }
Сполука може утворювати змішані флуориди:
{\displaystyle \mathrm {3CaF_{2}+2AlF_{3}\rightarrow Ca_{3}[AlF_{6}]_{2}} }

## Отримання
У промислових масштабах флуорид кальцію добувають з мінералів (головним чином, з флюориту). В лабораторних умовах його можна синтезувати декількома способами:
- дією флуоридної кислоти та її солей на сполуки кальцію:

{\displaystyle \mathrm {CaCO_{3}+2HF\rightarrow CaF_{2}+CO_{2}+H_{2}O} }
{\displaystyle \mathrm {CaCl_{2}+2NH_{4}F\rightarrow CaF_{2}+2NH_{4}Cl} }
- розкладанням гексафлуоросилікату кальцію:

{\displaystyle \mathrm {Ca[SiF_{6}]\rightarrow CaF_{2}+SiF_{4}} }
- безпосередньою взаємодією простих сполук:

{\displaystyle \mathrm {Ca+F_{2}{\xrightarrow {200-400^{o}C}}CaF_{2}} }

## Застосування
Флуорид кальцію застосовують у виробництві флуориду натрію, плавикової кислоти, флуоридів фосфору, флюсів для металургії і для виготовлення опалесцентного скла, яке поглинає нейтрони. Також CaF2 застосовується у стоматологічній практиці.